# Elatostema suzukii
Elatostema suzukii är en nässelväxtart som beskrevs av Yamazaki. Elatostema suzukii ingår i släktet Elatostema och familjen nässelväxter. Inga underarter finns listade i Catalogue of Life.